# منصور أحمد الحوشبي
منصور أحمد أحمد الحوشبي سياسي ومسئول يمني سابق من مواليد عام 1955، محافظة إب.

## المناصب التي تقلدها
- عميد كلية الزراعة منذ العام 2004 .
- عين وزيراً للزراعة والري في التشكيل الحكومي في 5 أبريل 2007م .